# 一億年ボタンを連打した俺は、気付いたら最強になっていた 〜落第剣士の学院無双〜
『一億年ボタンを連打した俺は、気付いたら最強になっていた 〜落第剣士の学院無双〜』（いちおくねんボタンをれんだしたおれは、きづいたらさいきょうになっていた らくだいけんしのがくいんむそう）は、月島秀一による日本のライトノベル、およびそれを原作としたメディアミックス作品である。

## 概要
同作は、2019年2月1日より小説投稿サイト「小説家になろう」での投稿が開始された、「小説家になろう」発の作品である。2023年3月時点で電子版を含めたシリーズ累計部数は70万部を突破している。
2019年10月19日より富士見ファンタジア文庫（KADOKAWA）よりもきゅがイラストを務める形で書籍化刊行されている。それに先駆け、同月18日には花江夏樹がナレーションを務める同作のPVが公開されている。
また、書籍版4巻には完全書き下ろしエピソードによるドラマCDも付けられている。
また、次世代型ファンタジア文庫フェア2020というキャンペーンの中でも、同作が取り上げられている。
2020年2月25日よりウェブコミック配信サイト『ヤングエースUP』（KADOKAWA）にて士土幽太郎が漫画を務める形で、同作がコミカライズされている。

## あらすじ
主人公のアレン＝ロードルは周囲から「落第剣士」として下に見られていた。グラン剣術学院の退学を賭けて同級生のドドリエルと決闘することになったアレンは、謎の老人によって「押すと一億年修行した分と同じだけの効果が得られる魔法のボタン」と称された呪いのボタン「一億年ボタン」を手にする。一億年ボタンは「押すと一億年の間、時の世界の中の時の牢獄に囚われる」というものではあったものの、アレンはそれを逆手にとって一億年ボタンを連打して地獄の一億年をループし、十数億年もの修行を経て、極限の剣技を手に入れた。その後、時の牢獄を斬ったアレンは一億年のループから脱出し、天才剣士と呼ばれたドドリエルに圧勝し、剣術大会でも優秀な成績を収めて、剣術の名門校「千刃学院」に推薦入学する。

## 登場人物
声の項はドラマCDにおける声優。
アレン＝ロードル
声 - 花江夏樹
本作の主人公。物語当初は、グラン剣術学院の3年生で15歳であった。また、グラン剣術学院では学院で底辺の実力しか持ち合わせていなかったことから「落第剣士」と蔑まれていた剣士の少年。一億年ボタンを連打したのち、その努力家の才能を発揮して十数億年修行し、極限の剣術を手に入れた。その力を持ってドドリエルに圧勝、剣術大会でも優秀な成績を収めて千刃学院に入学する。

リア＝ヴェステリア
声 - 竹達彩奈
ヴェステリア王国の王女で魂装・原初の龍王（ファフニール）の使い手。アレンと同時期に千刃学院に入学している。

ローズ＝バレンシア
声 - 雨宮天
秘剣・桜華一刀流の正統継承者で、剣武祭でアレンと対戦したことから、千刃学院に入学する。

ドドリエル＝バートン
「時雨流」に所属するグラン剣術学院の生徒で、アレンの元同級生であった。物語の序盤では「落第剣士」と馬鹿にしていたアレンにグラン剣術学院の退学を賭けて勝負するも、大敗する。

レイア＝ラスノート
アレンの担任教師で、千刃学院の理事長。アレンに千刃学院への入学を推薦した張本人。

シドー＝ユークリウス
大五聖祭でアレンと対戦した五学院の一「氷王学院」の生徒で、「千年に一度の天才剣士」と称されている。

## 既刊一覧

### 小説
- 月島秀一（著）、もきゅ（イラスト） 『一億年ボタンを連打した俺は、気付いたら最強になっていた 〜落第剣士の学院無双〜』 KADOKAWA〈富士見ファンタジア文庫〉、既刊10巻（2023年3月17日現在）
  1. 2019年10月20日初版発行（10月19日発売[11]）、ISBN 978-4-04-073318-0
  2. 2019年12月20日初版発行（同日発売[12]）、ISBN 978-4-04-073319-7
  3. 2020年2月20日初版発行（同日発売[13]）、ISBN 978-4-04-073587-0
  4. 2020年6月20日初版発行（6月19日発売[14]）、ISBN 978-4-04-073648-8
    - 「ドラマCD付き特装版」、同日発売[15]、ISBN 978-4-04-073647-1

  5. 2020年10月20日初版発行（10月17日発売[16]）、ISBN 978-4-04-073813-0
  6. 2021年2月20日初版発行（同日発売[17]）、ISBN 978-4-04-073814-7
  7. 2021年6月20日初版発行（6月18日発売[18]）、ISBN 978-4-04-074143-7
  8. 2021年11月20日初版発行（同日発売[19]）、ISBN 978-4-04-074144-4
  9. 2022年4月20日初版発行（同日発売[20]）、ISBN 978-4-04-074144-4
  10. 2023年3月17日発売[21]、ISBN 978-4-04-074687-6

### 漫画
- 月島秀一（原作）、もきゅ（キャラクター原案）、士土幽太郎（漫画） 『一億年ボタンを連打した俺は、気付いたら最強になっていた 〜落第剣士の学院無双〜』  KADOKAWA〈角川コミックス・エース〉、既刊8巻（2025年3月24日現在）
  1. 2020年10月26日初版発行（同日発売[22]）、ISBN 978-4-04-110702-7
  2. 2021年5月26日初版発行（同日発売[23]）、ISBN 978-4-04-111049-2
  3. 2022年1月26日初版発行（同日発売[24]）、ISBN 978-4-04-112014-9
  4. 2022年8月26日初版発行（同日発売[25]）、ISBN 978-4-04-112856-5
  5. 2023年3月25日初版発行（同日発売[26]）、ISBN 978-4-04-113509-9
  6. 2023年12月26日初版発行（同日発売[27]）、ISBN 978-4-04-114237-0
  7. 2024年9月25日発売[28]、ISBN 978-4-04-115270-6
  8. 2025年3月24日発売[29]、ISBN 978-4-04-116013-8